# Nebadhai Duttapukur
Nebadhai Duttapukur è una suddivisione dell'India, classificata come census town, di 19.882 abitanti, situata nel distretto dei 24 Pargana Nord, nello stato federato del Bengala Occidentale. In base al numero di abitanti la città rientra nella classe IV (da 10.000 a 19.999 persone).

## Geografia fisica
La città è situata a 22° 45' 57 N e 88° 33' 12 E.

## Società

### Evoluzione demografica
Al censimento del 2001 la popolazione di Nebadhai Duttapukur assommava a 19.882 persone, delle quali 10.122 maschi e 9.760 femmine. I bambini di età inferiore o uguale ai sei anni assommavano a 1.756, dei quali 881 maschi e 875 femmine. Infine, coloro che erano in grado di saper almeno leggere e scrivere erano 15.408, dei quali 8.295 maschi e 7.113 femmine.